# Arnold McNair
Arnold Duncan McNair, 1er baron McNair (4 mars 1885 – 22 mai 1975) est un juriste britannique et juge de la Cour internationale de justice, puis le premier président de la Cour européenne des droits de l'homme.

## Jeunesse et éducation
McNair est né à Highbury Fields, à Londres. Il est le fils aîné de John McNair et de Jeannie Ballantyne ; sa mère est enseignante et son père membre de Lloyd's. Il fait ses études à l'école d'Aldenham. Il quitte l'école à 17 ans pour rejoindre son oncle malade qui est notaire ; il passe ses examens de notaire et obtient son diplôme de notaire en 1906. Après quatre ans, la santé de son oncle s'améliore et McNair postule à l'Université de Cambridge. Il est accepté et obtient une bourse d'études classiques au Gonville and Caius College de Cambridge ; il suit les cours de droit en 1907 et 1908. Pendant son séjour à Cambridge, il développe une relation étroite avec William Warwick Buckland. Il obtient une double première place dans les deux parties du tripos de droit. À Cambridge, il obtient un LLB en 1909, un LLM en 1913, un MA en 1919 et un LLD en 1925. De 1907 à 1908, il est secrétaire du Cambridge University Liberal Club et en 1909, il est président de la Cambridge Union.

## Carrière
McNair s'installe à Londres pour exercer en tant qu'avocat. Cependant, Buckland se rend à Londres pour proposer à McNair une chaire de maître et une bourse au Caius College en 1912, qu'il accepte. Il est ensuite tuteur principal. Pendant la Première Guerre mondiale, il travaille sous la direction du contrôleur du charbon, servant comme secrétaire de la Commission Sankey en 1919.
En 1917, il est admis au barreau de Gray's Inn. Il est professeur de droit international à l'Université de Londres de 1926 à 1927. Il est nommé professeur Tagore à l'Université de Calcutta en 1931. En 1935, il est nommé professeur Whewell de droit international à Cambridge. Il quitte cependant la chaire en 1937 pour devenir vice-chancelier de l'Université de Liverpool, où il reste jusqu'en 1945, lorsqu'il revient à Cambridge pour occuper le poste de professeur de droit comparé. On lui propose le poste de maître de Caius, mais il refuse pour rejoindre la Cour internationale de justice.
Il s'intéresse à la common law et donne des conférences sur les contrats à Cambridge, même s'il est surtout connu comme expert en droit international. Robert Yewdall Jennings déclare que McNair est d'avis que les avocats internationaux doivent d'abord devenir des experts en droit privé afin de garantir que les actions en justice soient fondées sur un « droit dur » plutôt que sur des spéculations.
McNair est élu juge à la Cour internationale de justice de La Haye en 1945, poste qu'il occupe jusqu'en 1955 ; il est également président de la Cour de 1952 à 1955. Il est ensuite le premier président de la Cour européenne des droits de l'homme à Strasbourg de 1959 à 1965.

## Vie privée
Lord McNair épouse Marjorie Bailhache (1887–1971), une assistante sociale et fille de Clement Bailhache, en 1912. Ils ont un fils et trois filles. L'épouse de McNair est décédée en 1971 et lui en 1975, à l'âge de 90 ans. Il est remplacé dans la baronnie par son fils, Clément John McNair.
McNair est créé CBE en 1918 et est fait chevalier et conseiller du roi en 1943. En 1955, il est élevé à la pairie sous le nom de baron McNair, de Gleniffer dans le comté de Renfrew. Il reçoit un DCL honorifique d'Oxford et un LLD de l'Université de Glasgow, de l'Université de Liverpool et de l'Université de Birmingham. Il reçoit un doctorat honorifique en littérature de l'Université de Reading.